# Haselbach (Sonneberg)
Haselbach ist ein Ortsteil von Sonneberg im Landkreis Sonneberg in Thüringen.

## Lage
Haselbach liegt im Bergtal des Haselbaches auf der Südseite des Thüringer Schiefergebirges an den Landesstraßen 2657 und 2658 und der Kreisstraße 32. 

## Geschichte

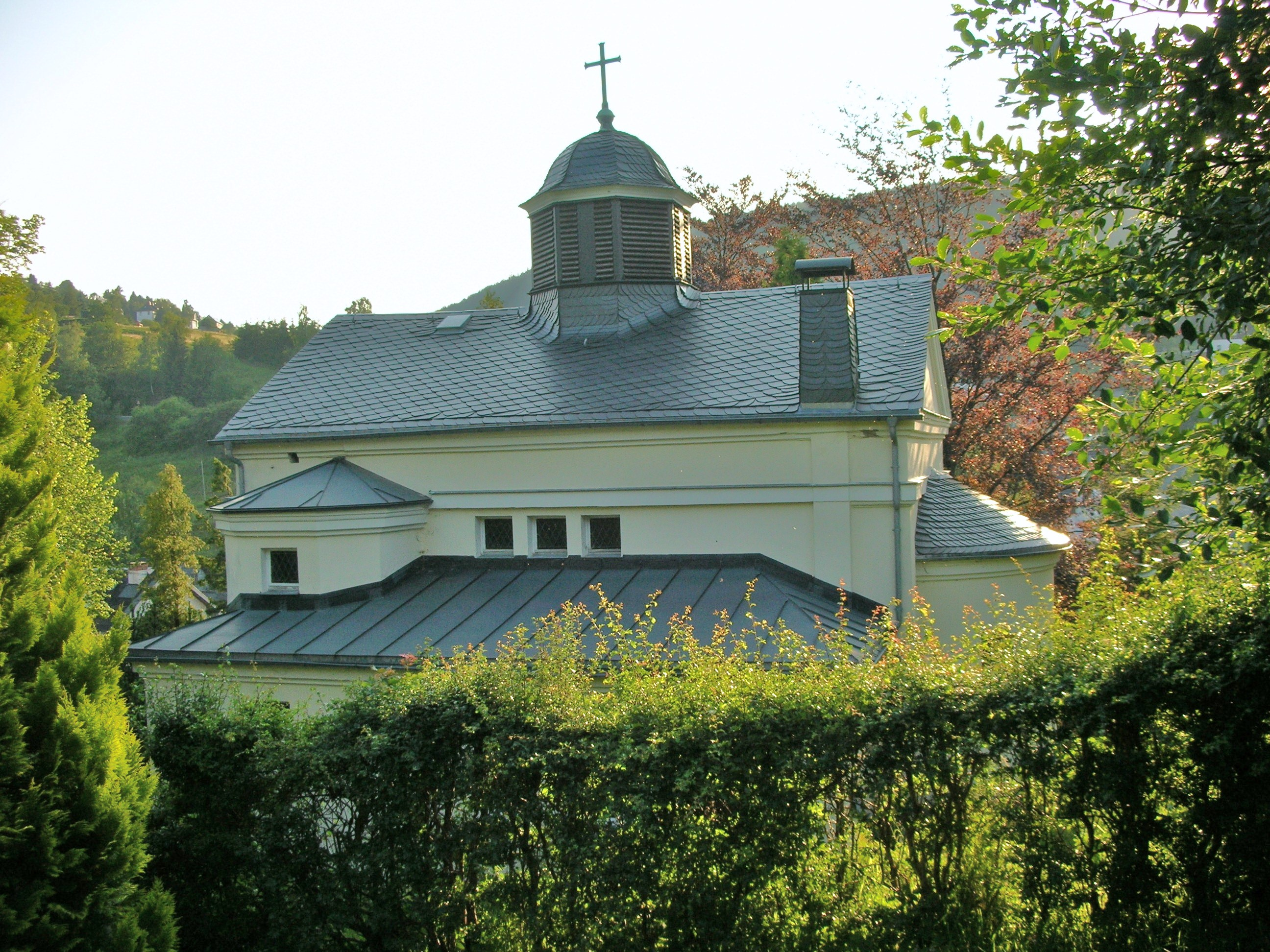
Friedhofskapelle

Haselbach wurde nach dem kleinen Gewässer gleichen Namens benannt. Lange vor der Besiedlung mögen Forstleute, Waldarbeiter und Köhler diesen Wasserlauf als „Bach bei den Haselsträuchern“ bezeichnet haben.
Haselbach ist eine vergleichsweise junge Siedlung, die am 16. Februar 1601 erstmals urkundlich erwähnt wurde. Der Ort datiert sich auf das Jahr 1682. Im 18. Jahrhundert entstand das eigentliche Dorf. Die Bewohner lebten in ärmlichen Verhältnissen von Landwirtschaft und Holzarbeit. Auch die Nähe des Baumannschen Hochofens verschaffte Lohn und Brot. Die Messerfabrik der Gebrüder Bock entstand in der Mitte des 19. Jahrhunderts. Feine und teure Produkte gingen in den Handel. Über 100 Jahre später wurde in dieser Fabrik ein Durchmachkaliber für Griffel erfunden, die in der heimischen Griffelindustrie reißenden Absatz fand. Mit dem Niedergang der Eisenindustrie kam die Griffelherstellung, bedingt durch die nahe gelegenen Schieferbrüche des Griffelschiefer nach Haselbach. Seit dem Ende des 18. Jahrhunderts stellten die Dorfbewohner auch Spielwaren her. Das erste Schulgebäude entstand 1865, wurde aber bereits 1877 an einen Christian Langhammer verkauft, der darin eine Bierwirtschaft einrichtete. Dagegen kaufte die Gemeinde das Bocksche Wirtshaus auf und errichtete dort zwei Unterrichtssäle.
Im Jahre 1896 gründete Joseph Schuller im Rögitzgrund eine Rohrglashütte. Sie stellte erst Glasrohre, Glasmärbel und Verpackungsgläser, später Glasfaser und -gewebe her und war über viele Jahrzehnte die Grundlage des Haselbacher Erwerbslebens. Heute finden wir dort die moderne Firma Vitrulan.
Hohenofen, zum Landkreis Saalfeld gehörend, wurde am 1. Oktober 1922 nach Haselbach eingemeindet. 
Während des Zweiten Weltkrieges mussten 41 Frauen und Männer aus Russland, der Ukraine und Polen bei der Glasfabrik Wernerhütte Zwangsarbeit verrichten. An der ehemaligen Schule in Haselbach erinnerte eine Gedenktafel an die Opfer des Todesmarsches der Sonneberger KZ-Häftlinge des KZ Außenkommando Sonneberg.
Nach dem Zweiten Weltkrieg fand Uranbergbau statt, davon zeugt noch am Waldrand eine Halde der Wismut.
Durch die Abgase der Industriebetriebe gab es in den Wäldern Rauchschäden. Es wurde versucht dem durch Pflanzen von anderen Bäumen, wie Roteiche, Lärche und der rauchhärteren Omorika-Fichte entgegenzuwirken. Die landwirtschaftliche Nutzung bestand hauptsächlich in der Nutzung der Gebirgswiesen als Grün- und Weideland. Auch heute finden sich auf den Wiesen Weidetiere. Beliebt sind die zotteligen Hochlandrinder, die sich gut mit den klimatischen Verhältnissen hier abfinden.
Haselbach lag während der Teilung Deutschlands zeitweise im Grenzgebiet der DDR und konnte nur mit besonderen Ausweisen betreten werden. Nachdem es 1972 aus der Sperrzone ausgegliedert wurde, blieb ein Teil des Waldes innerhalb der Sperrzone, u. a. war das beliebte Fohlenhaus auf dem Großen Först nicht mehr frei zugänglich. Heute findet jährlich am Pfingstsonntag das schon traditionelle Fohlenhausfest statt.
Haselbach hatte bis zum Beginn der 1970er Jahre ein eigenes Kino, das später als Sporthalle genutzt wurde. Eine eigene Dorfblaskapelle spielte Ständchen. Jährlich fand die Haselbacher Kärwa statt. Die Mitglieder des TSV 1921 versuchen seit wenigen Jahren die alte Tradition wieder zu beleben. Bis kurz nach der Wiedervereinigung hatte Haselbach eine achtklassige Schule mit zwei Schulgebäuden. Die Schüler der höheren Klassen besuchten großenteils die Schule in Steinach. Auch ein Kinderferienlager mit Schwimmbad bei der ehemaligen Großhütte Pechgraben war bei den einheimischen Kindern beliebt.
Ein Einkaufsmarkt, ein Kindergarten und die Freiwillige Feuerwehr sind in Haselbach zu finden. Die heutige Wirtschaftsstruktur ist vor allem durch die Glasherstellung beeinflusst. Hierbei ist vor allem die industrielle Glasherstellung aber auch die Herstellung von Christbaumschmuck in mittelständischen Unternehmen und in Familienbetrieben zu nennen. Kunstvolle Glasplastiken aus Haselbach sind ebenso begehrt.
Mehrere Handwerksbetriebe, sowie die Gastronomie, die Dienstleistung und der Handel konnten sich in Haselbach profilieren.
Zum 1. Januar 1997 fusionierte Haselbach mit der benachbarten Gemeinde Engnitzthal zur Einheitsgemeinde Oberland am Rennsteig. Mit der Auflösung dieser kam der Ort zum 31. Dezember 2013 zur Stadt Sonneberg.

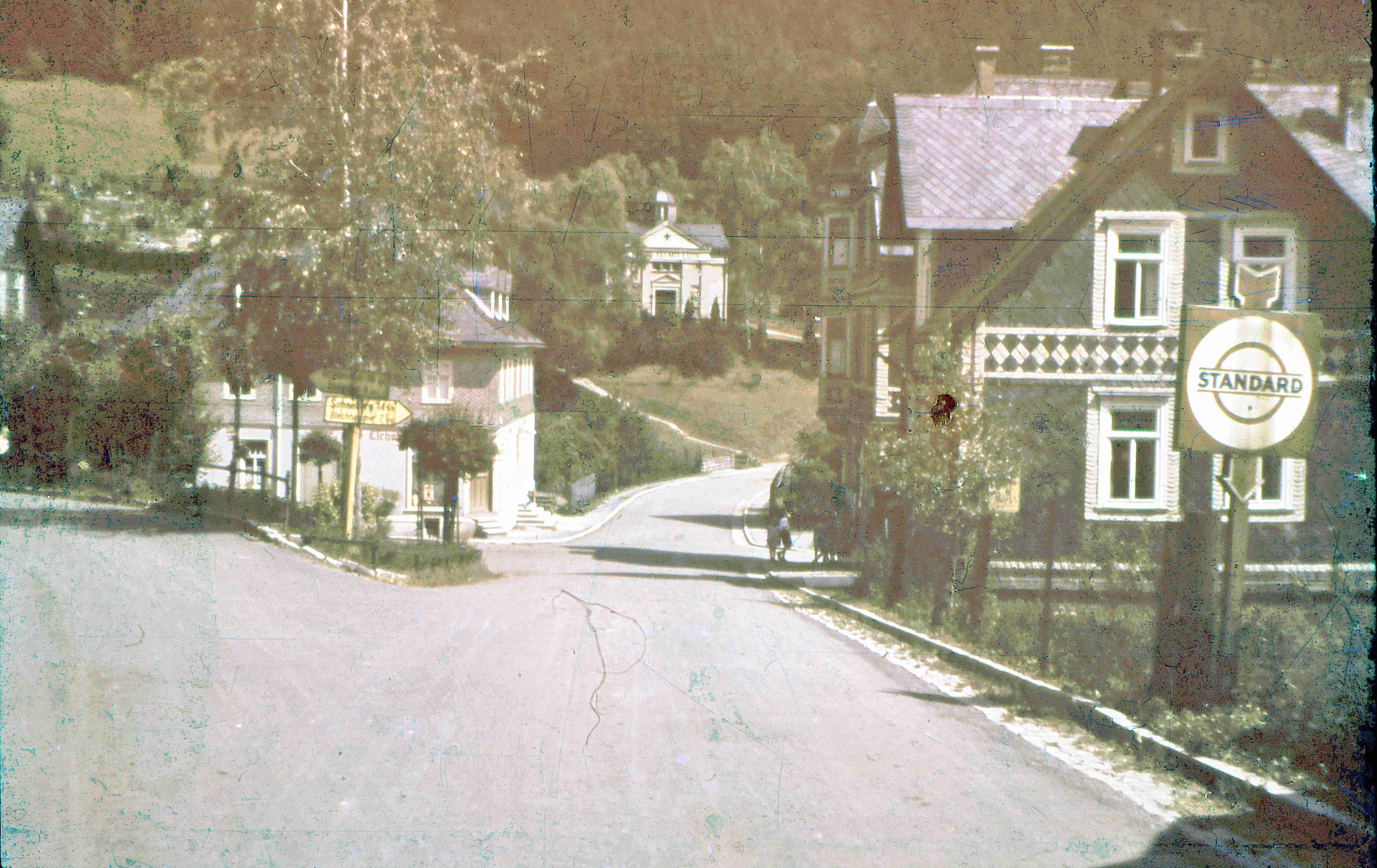
Haselbach, 1940er Jahre, wahrscheinlich 1942, im Hintergrund: Friedhofskapelle
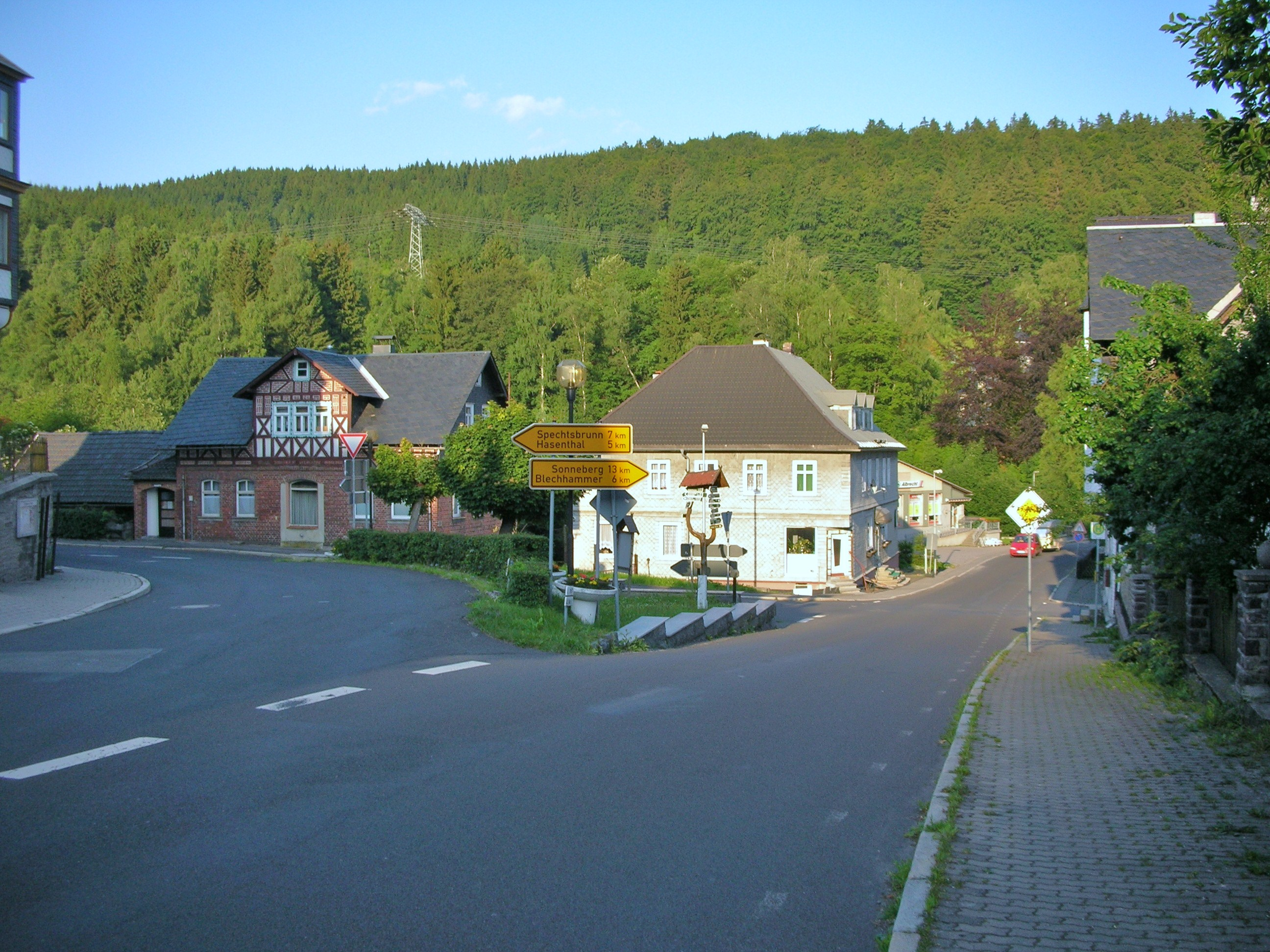
Die gleiche Hauptstraße 2009, jetzt Karl-Marx-Straße, sie gabelt sich hier in Richtung Sonneberg (Rögitzstraße) und Richtung Hasenthal
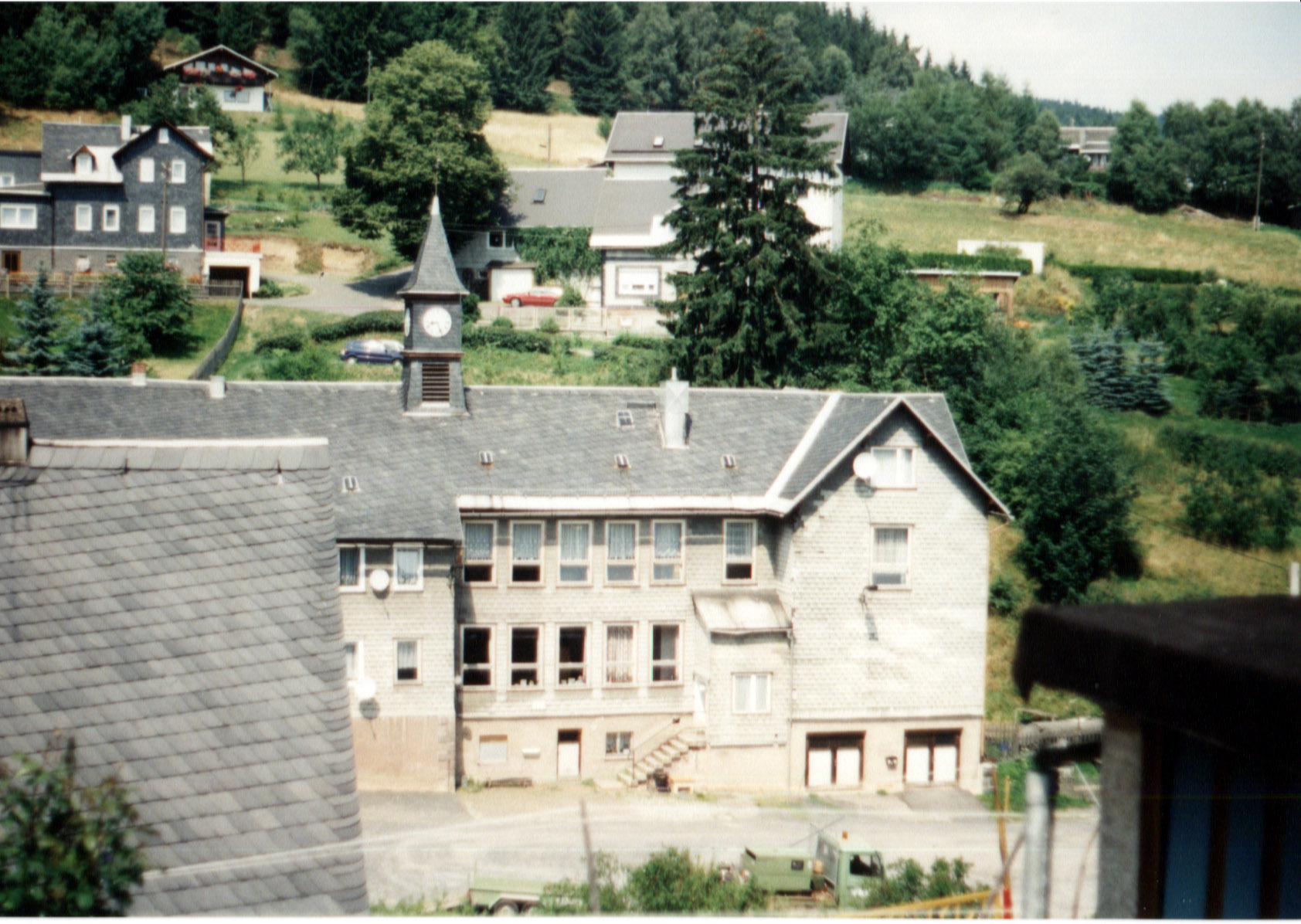
Haselbach, ca. 1999, ehemalige Schule – wurde einige Jahre nach Schließung durch ein Gemeindezentrum ersetzt
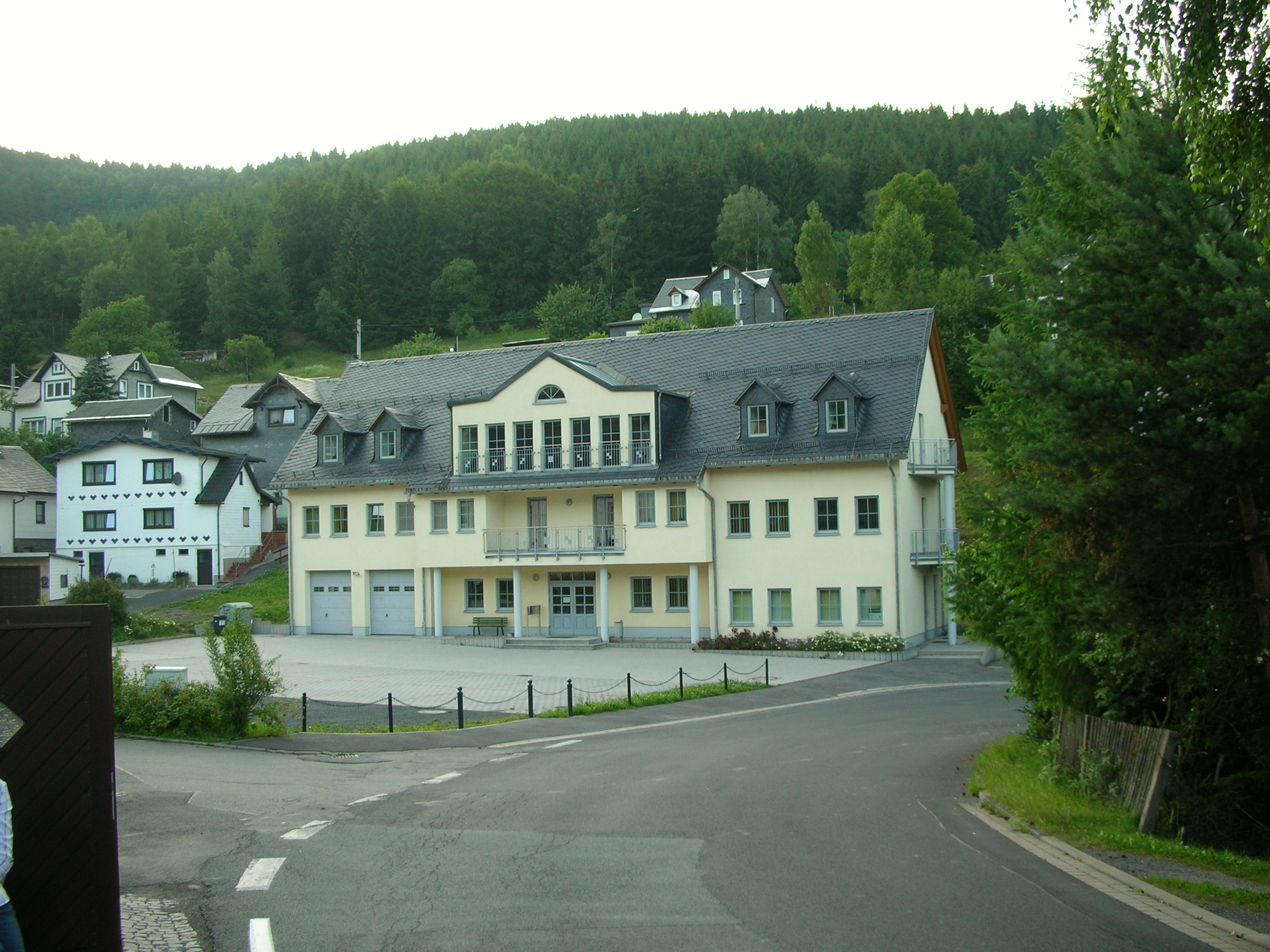
Ehemaliges Gemeindezentrum
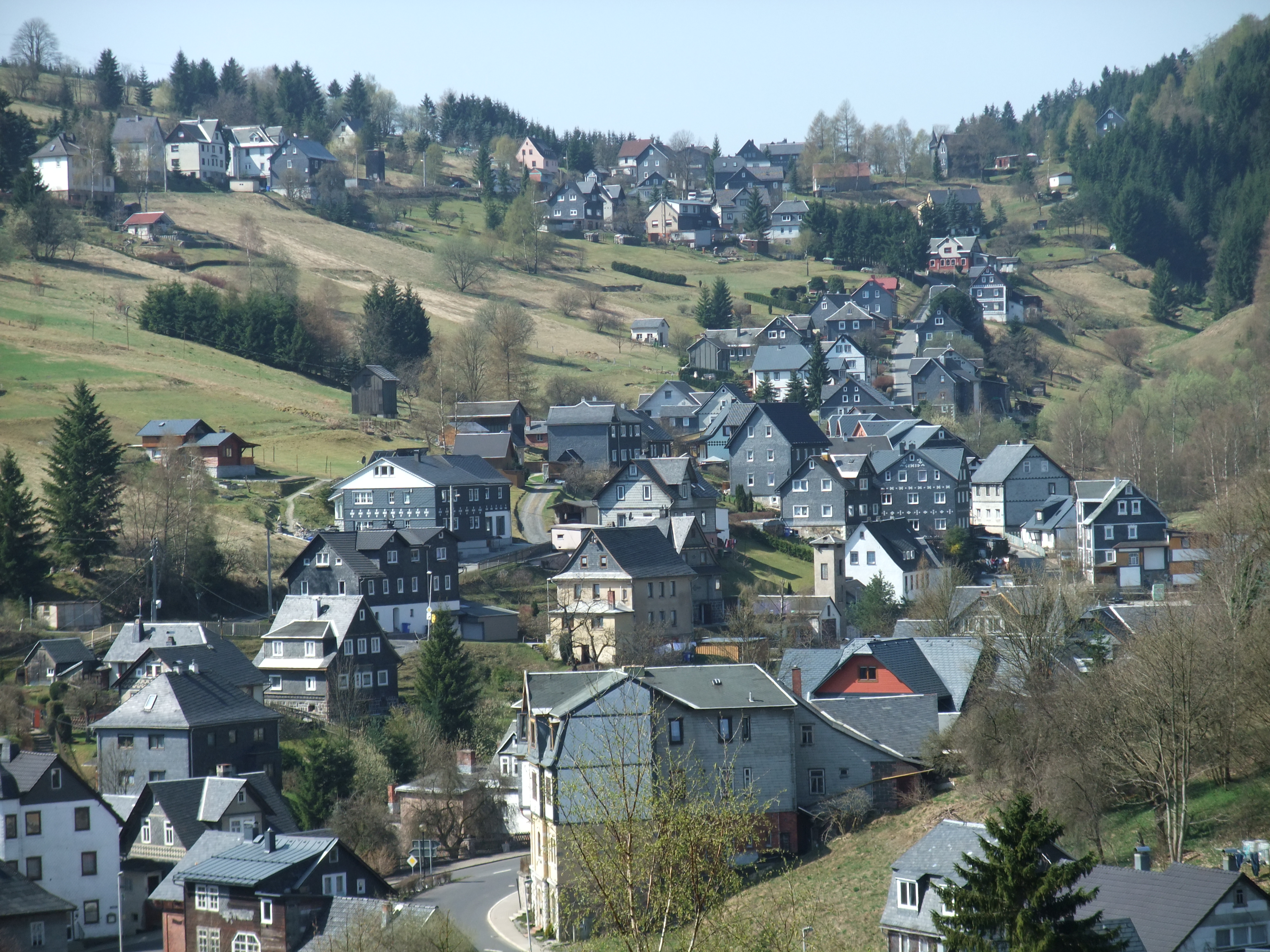
Haselbach, Hohe Warte
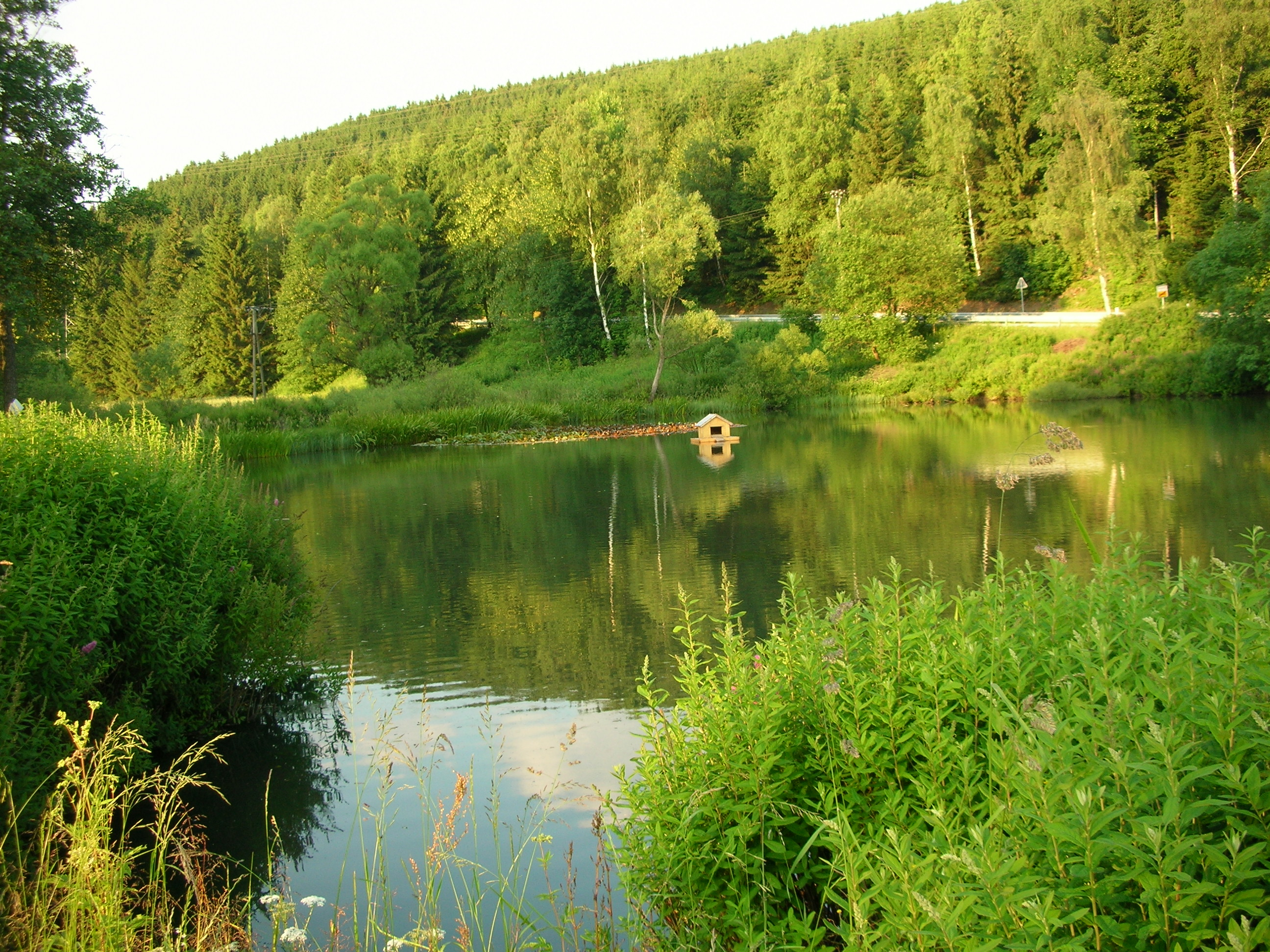
Herrenteich in Haselbach, am Rande des Ortes an der Straße nach Hasenthal gelegen
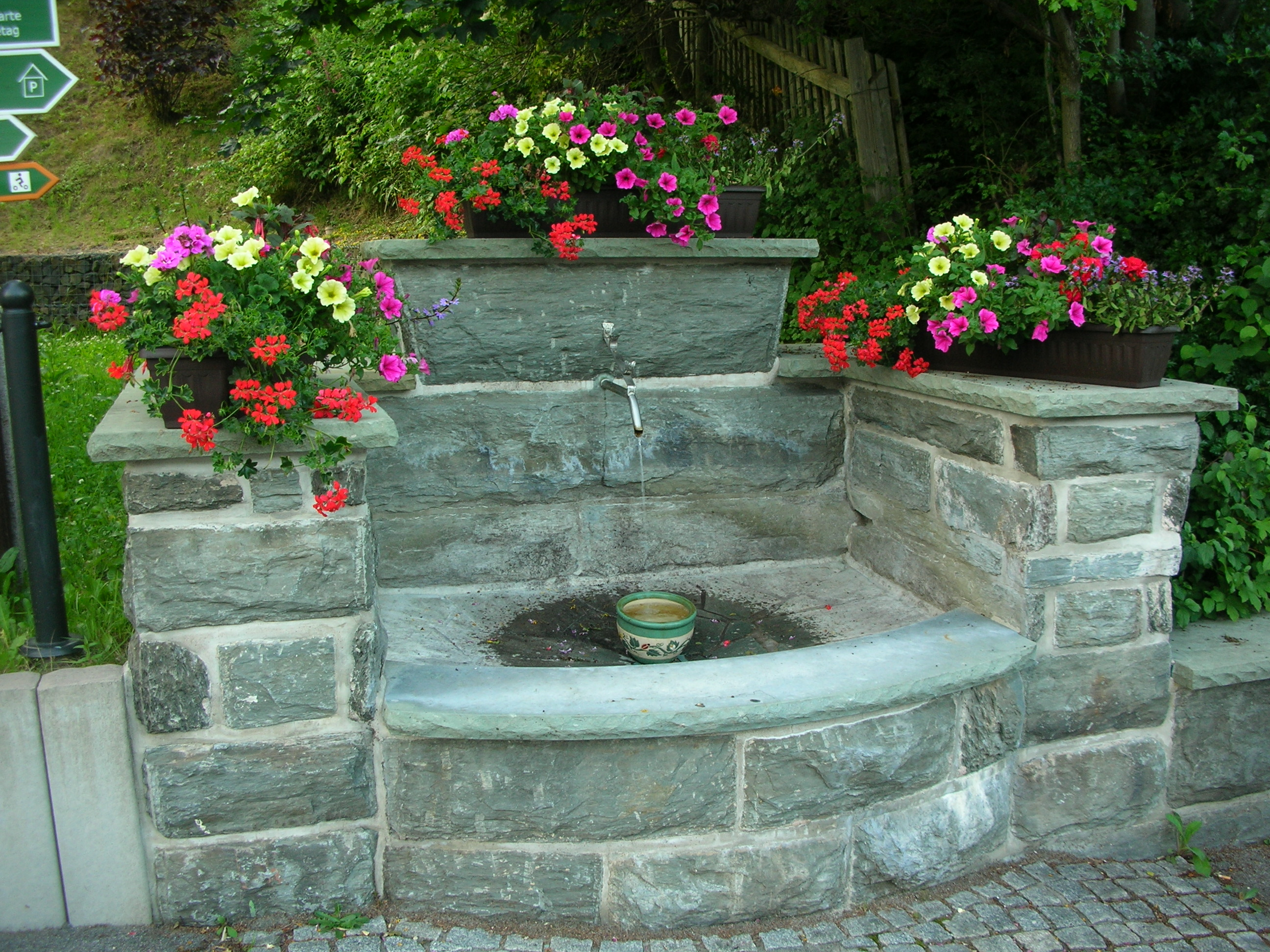
Brunnen in der Nähe des ehemaligen Gemeindezentrums

## Sehenswürdigkeiten
- Denkmalgeschützte Friedhofskapelle